# ۱۱٫۲۲٫۶۳
۱۱٫۲۲٫۶۳ (انگلیسی: 11.22.63) یک مینی سریال آمریکایی در ژانر علمی-تخیلی، معمایی و تاریخی است که بر اساس رمانی با همین نام از استیون کینگ ساخته شده‌است. جی. جی. آبرامز مدیر اجرایی تولید این مجموعه است. جیمز فرانکو که یکی از تهیه‌کنندگان سریال می‌باشد نقش اصلی را بازی کرده‌است. این مینی سریال در هشت قسمت از وبسایت هولو در دسترس عموم قرار گرفت. پخش سریال از ۱۵ فوریه سال ۲۰۱۶ آغاز شد و در تاریخ ۴ آوریل ۲۰۱۶ هم به پایان رسید.

## خلاصه داستان
جیک اپینگ (جیمز فرانکو) یک معلم زبان انگلیسی است که در ایالت مین زندگی می‌کند و از همسر خود جدا شده‌است. او به کمک دوست قدیمی‌اش اَل تمپلتون (کریس کوپر) این فرصت را پیدا می‌کند که در زمان سفر کند و به سال ۱۹۶۰ بازگردد تا جلوی ترور جان اف کندی را بگیرد و بتواند سرنوشت جهان را عوض کند اما هدف مأموریت جیک با عاشق شدنش به کلی تغییر می‌کند تا جایی که او حتی دیگر تمایلی ندارد گذشته را عوض کند...

سارا گدون و جیمز فرانکو در سریال ۱۱٫۲۲٫۶۳

## بازیگران
- جیمز فرانکو در نقش جیک اپینگ / جیمز امبرسون
- کریس کوپر در نقش اَل تمپلتون
- سارا گدون در نقش سیدی دانهیل
- لوسی فرای در نقش مارینا اسوالد
- جرج مکای در نقش بیل تورکات
- دنیل وبر در نقش لی هاروی اسوالد
- چری جونز در نقش مارگریت اسوالد
- کوین جی اکونر در نقش مرد با کلاه زرد
- تی آر نایت در نقش جانی کلیتون
- جاش دوهامل در نقش فرنک دانینگ
- آنتونی کورونه در نقش جک روبی

## نام سریال
نام سریال اشاره به روز ترور سی و پنجمین رئیس جمهور ایالات متحده آمریکا یعنی جان اف. کندی دارد که در تاریخ ۲۲ نوامبر ۱۹۶۳ (۶۳/۱۱/۲۲) به ضرب گلوله در خیابان به قتل رسید.

## ساخت
استیون کینگ یکی از مشهورترین و برترین نویسندگان جهان است که آثار بسیار زیادی به خصوص در ژانر وحشت و فانتزی نوشته‌است و تا به حال اقتباس‌های سینمایی و تلویزیونی زیادی هم از روی کتاب‌هایش ساخته شده‌است. کینگ کتاب "۱۱/۲۲/۶۳" را در سال ۲۰۱۱ نوشت که با واکنش بسیار مثبت خوانندگان و منتقدان همراه بود. خط اصلی داستانی رمان آنقدر جذاب بود که از همان موقع افراد زیادی مثل جاناتان دمی سعی داشتند اقتباسی سینمایی یا تلویزیونی از آن بسازند اما سرانجام این جی. جی. آبرامز و جیمز فرانکو بودند که موفق شدند حق امتیاز کتاب را بخرند و دربارهٔ ساخت آن با وبسایت هولو وارد مذاکره شوند. فرانکو که خودش از طرفداران جدی کتاب بود هم تهیه‌کننده کار شد و هم بازی در نقش اصلی را پذیرفت. سارا گدون هم بلافاصله برای نقش مکمل زن به پروژه پیوست. با تکمیل تیم بازیگران فیلمبرداری از ۹ ژوئن ۲۰۱۵ در شهرهای مختلف آمریکا شروع شد و به مدت چهار ماه ادامه داشت. فیلمبرداری سکانس‌های مربوط به ترور کندی به صورت جداگانه و با یک ماه تأخیر از زمان اصلی در دالاس انجام شد و بعد از آن سریال به سرعت مراحل پس از تولید را طی کرد و برای پخش آماده شد.

## بازخورد
وقتی سریال روی آنتن رفت منتقدان آن را تحسین کردند و استقبال بیننده‌ها هم خوب بود. سریال با احتساب بر ۴۶ نقد در سایت متاکریتیک امتیاز ۸۰/۱۰۰ را از منتقدین گرفته‌است که نشان از موفقیت سریال دارد. اکثر منتقدان نکته مثبت سریال را جدا از داستان جذابش بازی دو بازیگر اصلی سریال یعنی جیمز فرانکو و سارا گدون می‌دانند که به خوبی از پس ایفای نقش خود برآمده‌اند. سریال در بین مردم نیز با استقبال رو به رو شد و بازخوردهای مناسبی دریافت کرد.

## آنچه باید بدانید
- در سکانسی که جیک، جورن دمورن‌شیلد را در مسیر رفتن به سخنرانی انتخاباتی جان اف. کندی دنبال می‌کند از صدای واقعی خود کندی در آن روز استفاده شده‌است.
- تیتراژ آغازین هر قسمت از سریال، اندکی نسبت به قسمت قبل تغییر می‌کند که در واقع تغییراتی را نشان می‌دهد که جیک ایجاد کرده‌است.
- جیک که معلم ادبیات انگلیسی است در قسمت اول سریال اشاره می‌کند از طرفداران رمان میزری است که نویسنده‌اش کسی نیست جز استیون کینگ!
- در یکی از قسمت‌ها جیک برای یکی از شخصیت‌ها (خانم میمی) داستانی تعریف می‌کند که این قصه با الهام از پدرخوانده ۲ و پدرخوانده ۳ طراحی شده‌است.